# Impossible Princess
Impossible Princess je šesté studiové album australské zpěvačky Kylie Minogue. Vydáno bylo v říjnu roku 1997 společností Deconstruction Records. Na jeho produkci se podíleli například James Dean Bradfield a Dave Eringa. V některých zemích album vyšlo pod názvem Kylie Minogue. Autorem fotografie na obalu alba je Stéphane Sednaoui. V hitparádě UK Albums Chart se umístilo na desáté příčce.

## Seznam skladeb
1. „Too Far“ – 4:43
2. „Cowboy Style“ – 4:44
3. „Some Kind of Bliss“ – 4:13
4. „Did It Again“ – 4:22
5. „Breathe“ – 4:38
6. „Say Hey“ – 3:37
7. „Drunk“ – 3:59
8. „I Don't Need Anyone“ – 3:13
9. „Jump“ – 4:03
10. „Limbo“ – 4:05
11. „Through the Years“ – 4:20
12. „Dreams“ – 3:44

## Obsazení
- Kylie Minogue – zpěv, doprovodné vokály, syntezátor
- Steve Anderson – programování bicích, klavír, kytara, varhany, klávesy, aranžmá
- Gini Ball – aranžmá
- Guy Barker – trubka
- Geoff Bird – kytara
- Greg Bone – kytara
- James Dean Bradfield – baskytara, kytara
- Alan Bremmer – programování
- Livingstone Brown – baskytara
- Simon Clarke – flétna, saxofon
- Andy Duncan – perkuse
- Dave Eringa – aranžmá
- Johnnie Hardy – housle
- Sally Herbert – smyčce, aranžmá
- Bogislaw Kostecki – housle
- Peter Lale – viola
- Roddie Lorimer – trubka
- Martin Loveday – violoncello
- Wil Malone – aranžmá
- Sean Moore – bicí
- Nick Nasmyth – klávesy, aranžmá
- Claire Orsler – aranžmá
- Jocelyn Pook – aranžmá
- Tim Sanders – saxofon
- Steve Sidelnyk – bicí, perkuse
- Neil Sidwell – pozoun
- Anne Stephenson – aranžmá
- Steve Walters – baskytara
- Gavyn Wright – housle